# Olivetta San Michele
Olivetta San Michele – miejscowość i gmina we Włoszech, w regionie Liguria, w prowincji Imperia.
Według danych na rok 2004 gminę zamieszkuje 238 osób, 18,3 os./km².